# Jamie Stewart

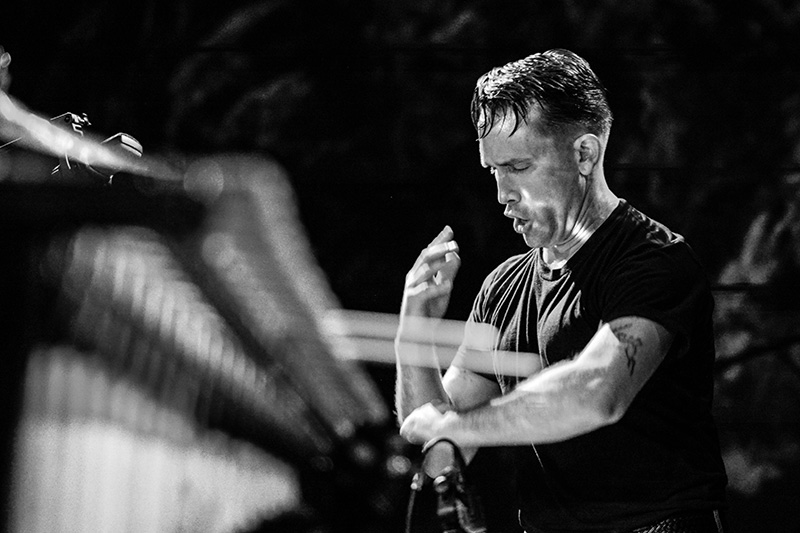
Stewart no Aarhus Festival, em 2017.

James Cyrus Stewart (2 de março de 1978) é um multi-instrumentalista, cantor e compositor estadunidense mais conhecido por ser o líder da banda de rock experimental Xiu Xiu.  Elu já fez parte de outras bandas como IBOPA, Ten in the Swear Jar, Former Ghosts e Sal Mineo.

## Início da vida e da carreira
Stewart nasceu em 1978 e cresceu em Los Angeles. Elu foi membro de várias bandas antes do Xiu Xiu desde sua adolescência.  Durante a escola, tocou em uma banda de paródias e uma banda cover de Bauhaus.  Após se formar, ele tocou baixo em um grupo com o guitarrista Kenny Lyon e membros de bandas como Devo, Geza X, The Screamers  e Sparks.  Stewart disse que essa experiência foi particularmente formativa para sua carreira, mas isso não foi percebido por ele na época. Mais tarde, elu deixou a banda e voltou para casa para cursar uma faculdade.  Durante este período, elu saiu do armário para seus pais; a reação deles, porém, foi negativa.
Morando em casa, Stewart tocou em várias bandas locais mas sempre acabava expulso; um amigo de ensino médio sugeriu, então, que ele fundasse sua própria banda. Stewart assim formou o IBOPA. O pai de Stewart também tocava na banda, e durante essa época Stewart também colaborou com a banda Korea Girl. A revista local Metro descreveu o IBOPA como uma colisão entre "dance, lounge, disco e ska" e os vídeos educacionais de trânsito e direção produzidos pelo governo da Califórnia chamados Red Asphalt, conhecidos por exibirem graficamente acidentes fatais de carro. O IBOPA foi brevemente assinado por uma gravadora subsidiária à Elektra Records, mas terminou em julho de 1999 quando a gravadora precisou demitir a maioria de seus artistas. Cinco membros da banda — Stewart, Cory McCulloch, Kurt Stumbaugh, Tim Kirby e Don Dias — então formaram o grupo Ten in the Swear Jar.
No Ten in the Swear Jar (também conhecido por XITSJ), Stewart deu continuidade à "abordagem incomum" do IBOPA com música excêntrica e errática. A estreia da banda, My Very Private Map, foi lançada em CD e vinil, e o próximo, Inside the Computer Are All of My Feelings, foi lançado em vinil pela Random Order Records. David Espinoza, para a Metro, disse que a banda tinha "instrumentação futurista e mentalidade errática", já que usavam instrumentos tradicionais de rock acompanhados por saxofones barítonos, banjos, acordeões e sintetizadores.  Ele acrescentou que o som da banda era minimalista e que os instrumentos incomuns não eram usados em excesso. O XITSJ se separou em setembro de 2002 e Stewart formou o Xiu Xiu.

## Xiu Xiu

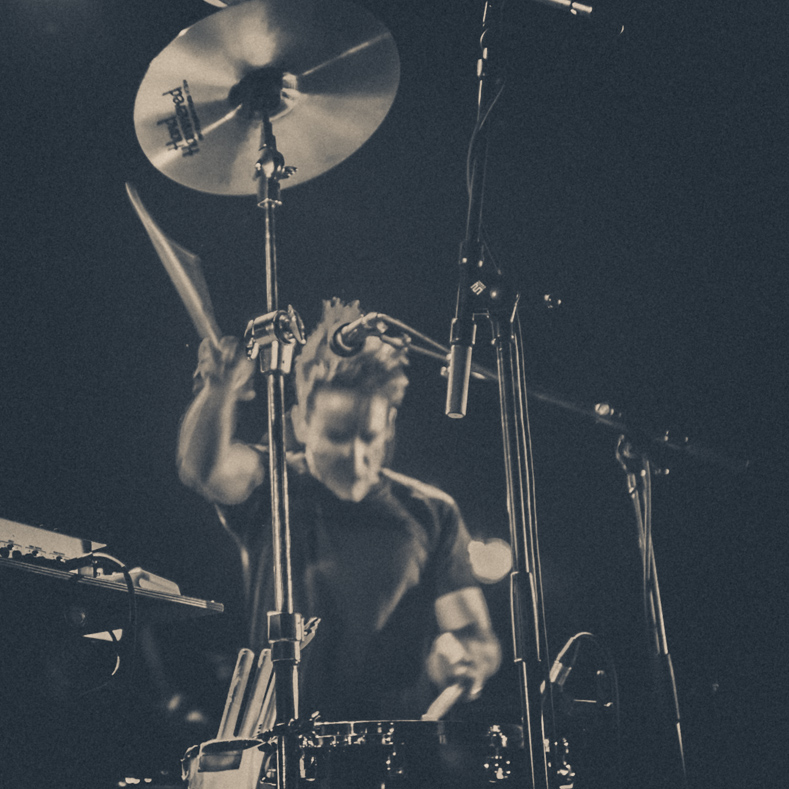
Stewart com o Xiu Xiu em Nancy, França, 9 de maio de 2008.

Stewart começou sua terceira banda, Xiu Xiu, com Cory McCullouch (do XITSJ), Yvonne Chen e Lauren Andrews.  A banda substituiu os instrumentos de rock tradicionais por baterias programadas, instrumentos indígenas e outros como harmônio, bandolim, sinos de metal, gongos, teclados e uma espécie de cruzamento entre um guitarrón mexicano e um violoncelo com função de baixo. David Espinoza, escrevendo para a Metro, comparou Stewart a um explorador traçando novos territórios sonoros em 2001, quando iniciou o Xiu Xiu.  Ele comparou a voz de Stewart à de Robert Smith em sua fragilidade e à de Trent Reznor na era do álbum The Downward Spiral em sua raiva, e notou como Stewart adapta suas performances vocais à excentricidade diversa dos instrumentos individuais. O nome Xiu Xiu, pronunciado em inglês como "shoe-shoe" (/ˈʃuːʃuː/) é retirado do filme chinês Tiān Yù (天浴; lançado internacionalmente como Xiu Xiu: The Sent Down Girl). Na descrição de Stewart, o tema do filme é o de falta de resolução: coisas terríveis acontecem à protagonista ao longo da trama e ela morre no final. A banda percebeu que suas primeiras faixas compostas combinavam com o espírito de "podridão de verdade" do filme, e "que às vezes a vida acaba da pior maneira possível". Stewart disse que "Fast Car", de Tracy Chapman (canção que o Xiu Xiu interpretou em A Promise), tem um tema semelhante.
Stewart visitou o Vietnã por volta de 2001, onde tirou a foto que aparece na capa de A Promise. Para pagar a viagem, ele abriu um estúdio em sua garagem para bandas locais de punk e ska.  Stewart descreveu o período entre Knife Play e A Promise como cheio de "coisas realmente ruins" em sua vida pessoal. Em 2003, Stewart disse que tinha sido muito influenciado pelo gamelão e pelas músicas folclóricas coreana e japonesa, e que ele ouvia principalmente música clássica e dance music contemporânea.
Brandon Stosuy, da Pitchfork, disse que Stewart, "uma das anomalias mais consistentemente brilhantes da música underground", "se encontrou" em A Promise, e comparou seu estilo vocal a Robert Smith, Annie Lennox e Michael McDonald. Ele observou uma persistente "beleza poética e romântica" por trás da "violência" nas letras de Stewart.
Os temas de Fabulous Muscles, de 2004, refletiram uma série de eventos "incrivelmente violentos, chocantes e difíceis de entender" na vida de Stewart. Em entrevista em ocasião do lançamento de The Air Force, de 2006, Stewart disse que esse ano havia "um dos primeiros não dominados por tragédias pessoais", embora o tom do álbum reflita sua experiência internalizando os eventos dos anos anteriores; ele disse que esse processo foi "quase mais difícil".

## Outros projetos musicais
Stewart lançou um álbum com Eugene Robinson, do Oxbow, chamado Xiu Xiu & Eugene Robinson Presents: Sal Mineo, pela Important Records em abril de 2013. Ele também apareceu no álbum Christmas Island (2014), do grupo de folk punk AJJ.  Além disso, ele lançou um álbum com Jonathan Meiburg, do Shearwater, chamado Blue Water White Death.

## Trabalhos fora da música e vida pessoal
Fora da música, Stewart teve uma "tentativa fracassada" de escrever um romance humorístico baseado em "encontros sexuais muito peculiares" que teve ao longo de sua vida. Ao mostrar um esboço do livro para alguns amigos, a reação não entusiasmada por parte deles foi um indicativo de que não era algo que "estava pronto para ser exposto ao mundo". Entre seus autores favoritos, ele listou Yukio Mishima, Dennis Cooper, Charles Bukowski e Kenzaburō Ōe.
Stewart é abertamente bissexual  e já se identificou como queer.